# Białe drogi
Białe drogi (tyt. oryg. Rrugë të bardha) – albański film fabularny z roku 1974 w reżyserii Viktora Gjiki.

## Opis fabuły
Pierwowzorem dla bohatera filmu był monter linii telefonicznych Pjeter Llesh Doda. Młody Deda, przepełniony entuzjazmem typowym dla jego wieku i dla pracy, której się poświęcił naprawia linie telefoniczne i usuwa awarie. Ludzie mieszkający w górach czekają, aż Deda naprawi linię, tak aby mogli przekazać życzenia noworoczne. Mimo przenikliwego chłodu i zamieci Deda próbuje wykonać zadanie, ale umiera z wychłodzenia. Z uwagi na pesymistyczny wydźwięk filmu, niezgodny z obowiązującą formułą socrealizmu jego dystrybucję wstrzymały władze partyjne.
Film realizowano w okolicach Bajram Curri.

## Obsada
- Rikard Ljarja jako Deda
- Elida Cangonji jako Zana
- Ilia Shyti jako Riza
- Robert Ndrenika jako Gani
- Sali Doçi jako Mezan
- Minella Borova jako Bato
- Agim Qirjaqi jako profesor
- Lec Bushati jako wieśniak
- Antoneta Fishta jako matka Zany
- Merita Gjyriqi jako Luiza
- Antoneta Pishtari